# Вольгаст
Во́льгаст (нем. Wolgast, чеш. Volehošť, Bolhošť, Volhošť, пол. Wołogoszcz, Ołogoszcz, Wołgoszcz, полаб. Woligost, Wolegast, Wologošč) — портовый город в Германии, в земле Мекленбург-Передняя Померания.
Входит в состав района Восточная Передняя Померания. Население составляет 11940 человек (на 31 декабря 2010 года). Официальный код — 13 0 59 101.

## География
Вольгаст самый северо-восточный город Германии. Город лежит вдоль пролива Пенештром, который отделяет остров Узедом от материковой части Германии. Таким образом Вольгаст находится частью на материке, а частью на двух островах, которые соединены между собой и материком четырьмя мостами. Исторические районы города находятся в низине, в непосредственной близости к проливу. Новые спальные районы и индустриальная часть города расположены на холмах.
Западнее города расположена поросшая лесом возвышенность Цизаберг (нем. Ziesaberg) названная в честь протекающей рядом реки Цизе, которая недалеко от возвышенности (примерно в трёх километрах юго-западнее города) впадает в реку Пене.

## История
Местность, в которой расположен Вольгаст, принадлежала славянскому населению поморян, а сам город носил название Волегощ. Здесь располагался храм славянского божества Яровита. В 1128 году храм, в результате похода Отто фон Бамберга, был разрушен. Его предположительное местоположение соответствует текущим координатам церкви святого Петри.
Область вокруг церкви и пространство возле её южных окрестностей являются исторической основой и центром города
Первые документальные свидетельства наличия города относятся к 1123 году. Волегощ-Вольгаст упомянут как торговый и пограничный город славянского Западнопоморского княжества (позднее — герцогство Померания). Вольгаст был одной из двух столиц Померании и с 1296 по 1625 год находился под властью младшей линии поморских князей, правителей герцогства Померания-Вольгаст. После прекращения династии Грыфинов город в 1630 году был завоёван шведским королём Густавом II Адольфом и с 1638 года по 1815 год входил в состав Шведской Померании.
Во время Северной войны в 1713 году город был, по приказу Петра Великого, практически полностью сожжён, с бывшей резиденцией славянских поморских герцогов включительно.
По решению Венского конгресса 1815 года Вольгаст был передан Пруссии.
В середине XIX века Вольгаст был практически полностью уничтожен пожаром.
Во время Второй мировой войны 30 апреля 1945 года город был без боя сдан наступающим советским войскам.
С 1956 года часть возвышенности Цисаберг используется в качестве участка для мотокросса. А начиная с 1962 года там начинают проводить международные соревнования.
В 1949—1990 годах Вольгаст входил в состав Германской демократической республики.
С 1990 года Вольгаст вошёл в состав земли Мекленбург-Передняя Померания.

## Галерея

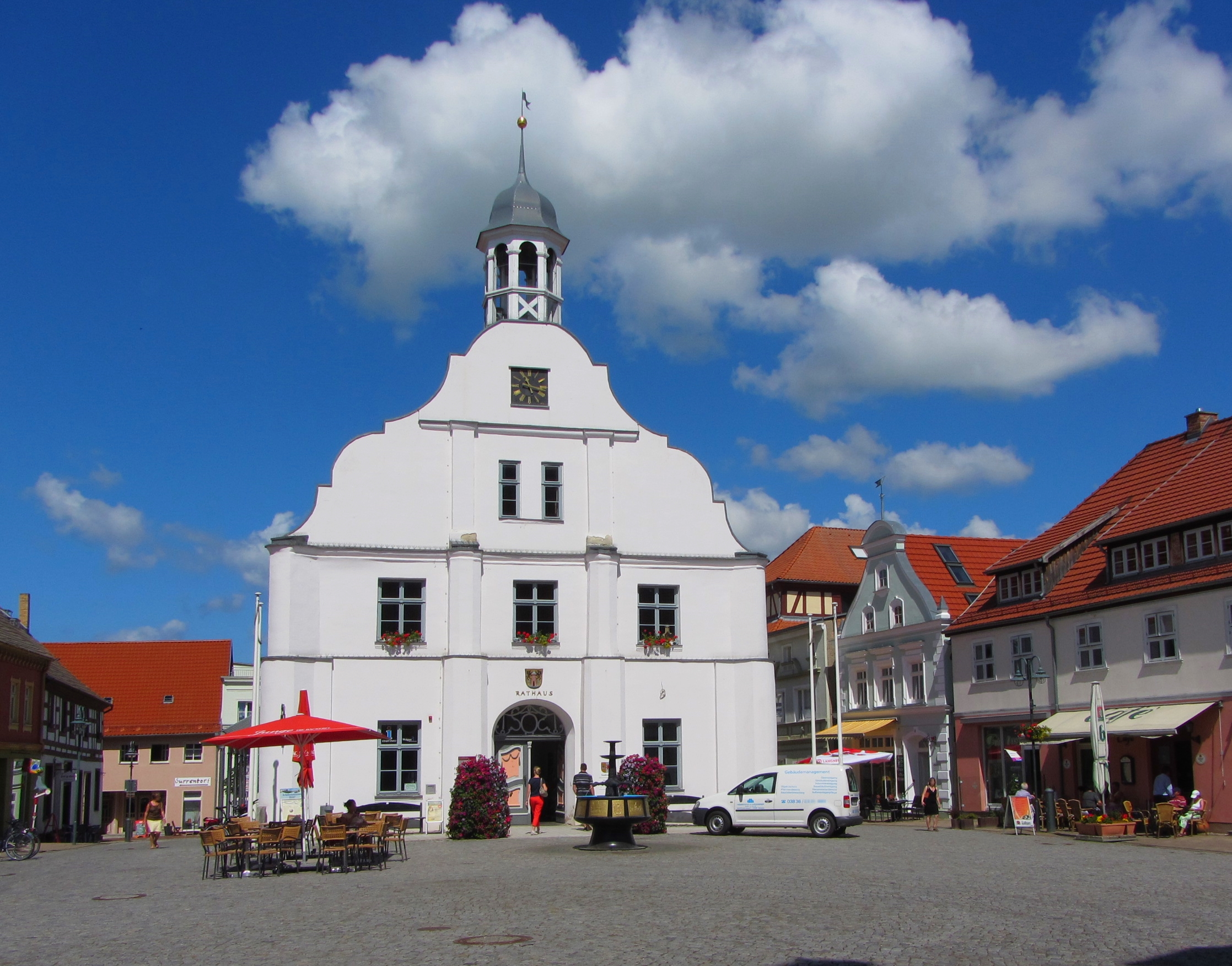
Здание ратуши
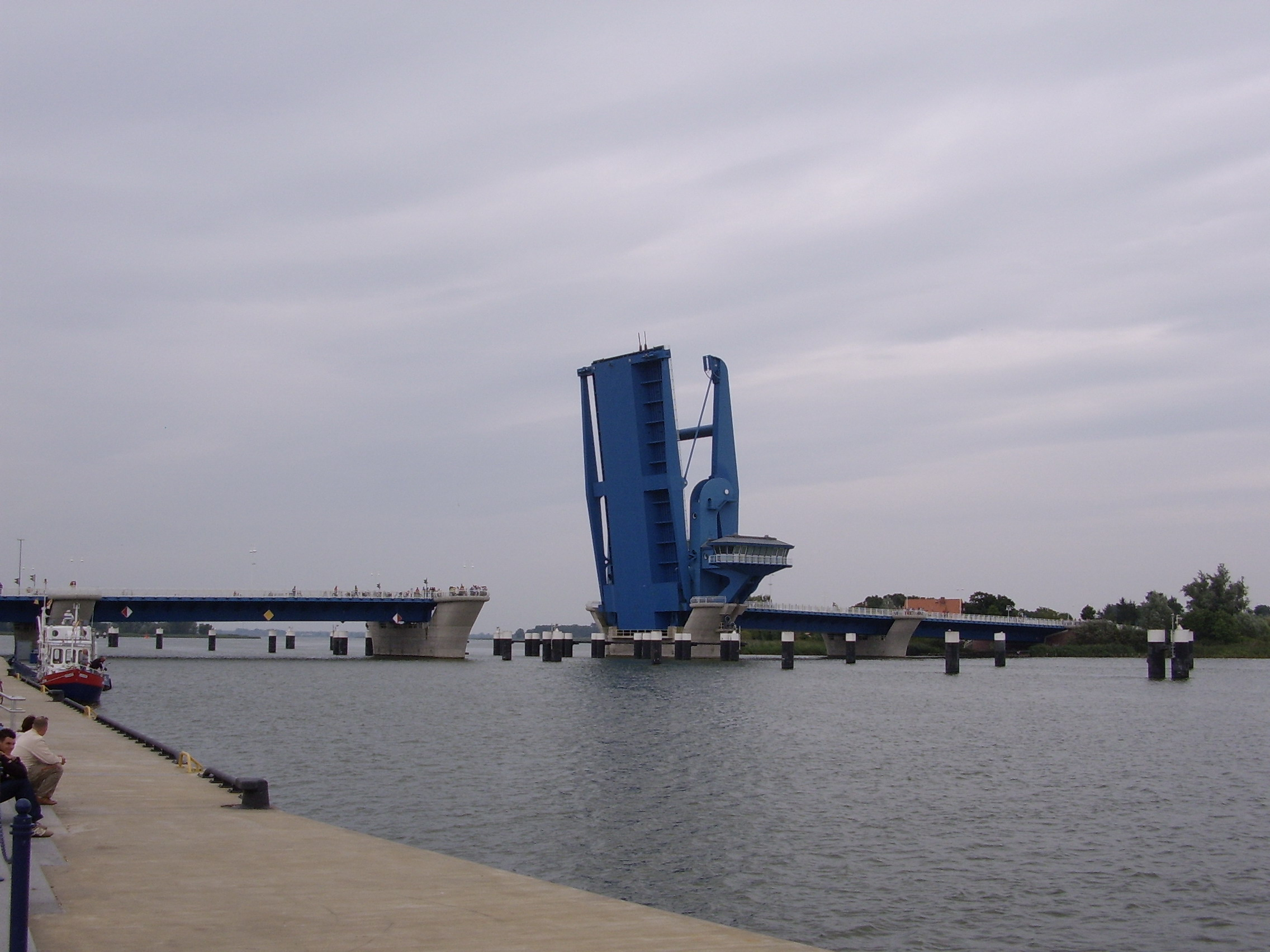
Разведённый мост
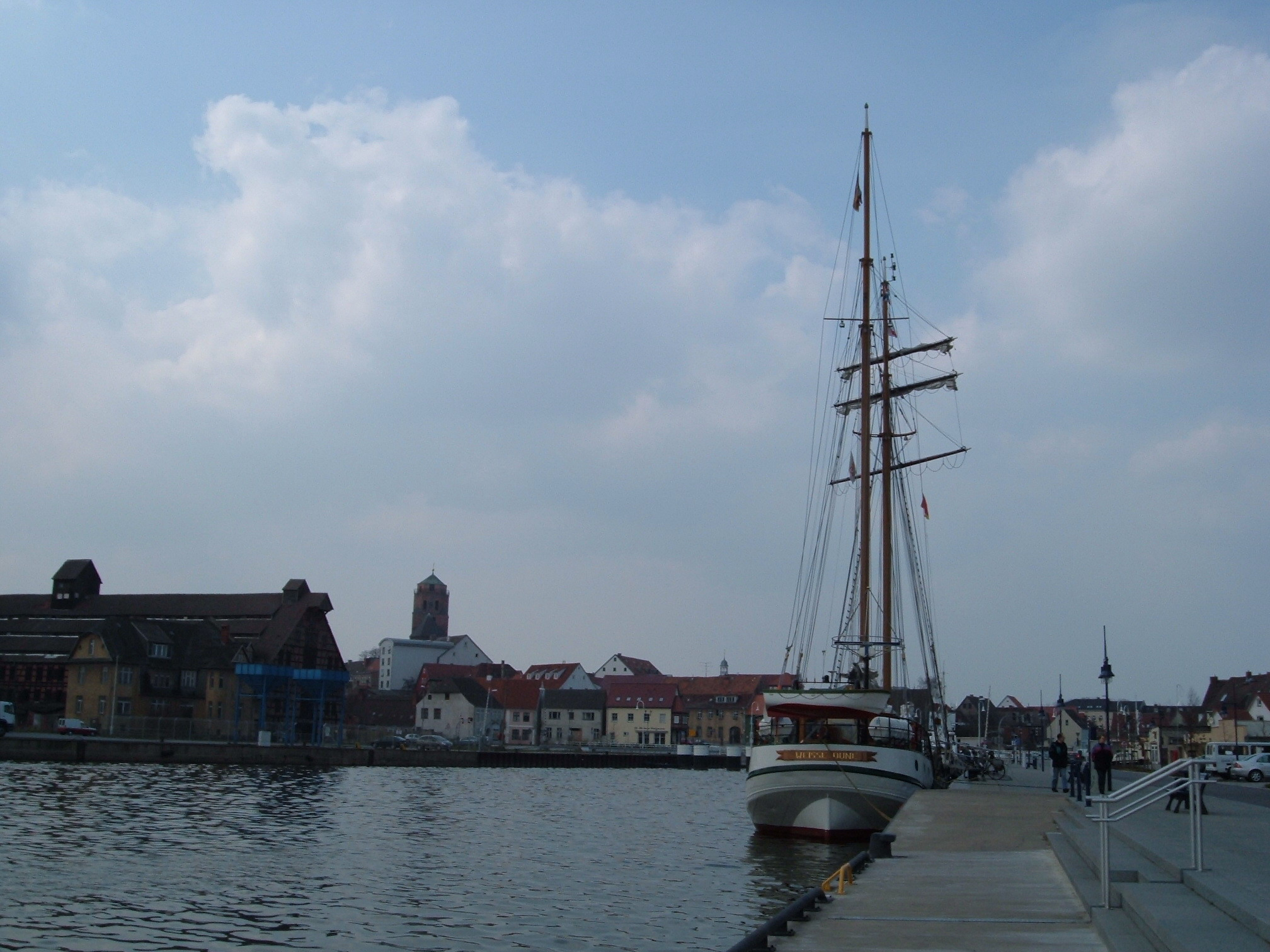
Гавань
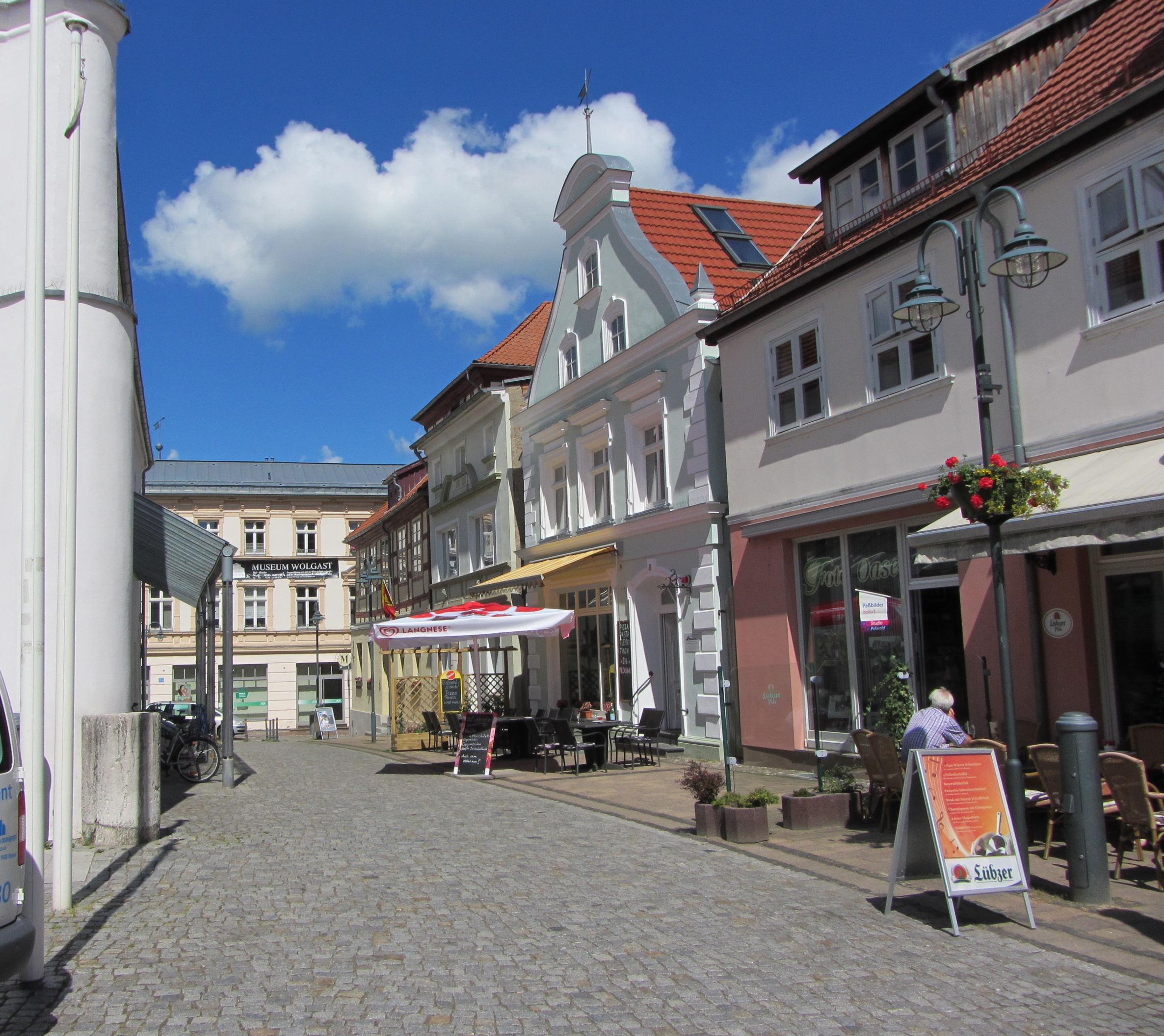
Центр города

## Административное деление
Город входит в состав района Восточная Передняя Померания и настоящее время подчинён управлению Ам Пенестром (нем. Am Peenestrom).
Идентификационный код субъекта самоуправления — 13 0 59 101.
Площадь занимаемая административным образованием Вольгаст, составляет 19,20 км².
В настоящее время город подразделяется на 6 районов.
| - Альтшадт (нем. Altstadt) - Вайдехоф (нем. Weidehof) - Вольгаст-Норд (нем. Wolgast-Nord) | - Вольгаст-Зюд (нем. Wolgast-Süd) - Таненкамп (нем. Tannenkamp) - Мальцов (нем. Mahlzow) (находится на острове Узедом) |

## Экономика

### Индустрия
Основным предприятием города является верфь, которая даёт работу для 800 человек.
Есть также небольшие строительные предприятия и порт.

### Услуги и туризм
Являясь центром региона, Вольгаст располагает представительствами властных структур.
В городе также расположена современная больница.
Подвергаясь наплыву туристов в летний сезон, Вольгаст обладает музеями и соответствующей туристической инфраструктурой.

## Достопримечательности
- Разводной мост через Пену
- Музей «Кофейная мельница»
- Родовой дом художника Филлиппа Отто Рунге
- Парк зверей «Еловый питомник»
- Средневековая архитектура старого города
- Ратуша
- Церковь «Петри»
- Часовня «Элизы»
- Старая гавань и набережная

## Знаменитые горожане
- Гомейер, Карл Густав, учёный, историк права.
- Филлипп Отто Рунге, немецкий художник и писатель
- Вилли Штёвек, немецкий художник-маринист
- Франк Фивег, автор песен и поэт
- Франка Дитцш, автор песен
- Герберт Нахбар, писатель